# 米子ゴルフ場
米子ゴルフ場（よなごゴルフじょう）は、  鳥取県米子市両三柳にあるゴルフ場である。

## 概要
1938年（昭和13年）6月、米子市三柳海岸に旧逓信省航空機乗員養成所と米子飛行場ができ、その後、飛行場は、東京、米子、新京を結ぶ国際空港となり、戦後、英空軍が進駐し接収した。1957年（昭和32年）頃、飛行場跡地は、赤土グリーンの3ホールの草ゴルフ場となった、造ったのが小川草太郎である。仲間が加わり3人で、3ホールから6ホール、9ホールと拡大し、1959年（昭和34年）8月には、米子ロータリークラブが加わって「米子ゴルフクラブ」が発足して、同年12月には、18ホールのゴルフ場となった。
1960年（昭和35年）4月、国有の飛行場跡地が米子市に返還されたのを契機に、「米子にも本格的なゴルフ場を」との動きが高まっていった。1962年（昭和37年）10月、米子市は、飛行場跡地を米子ゴルフ倶楽部に貸与することを決定した。翌1963年（昭和38年）1月、ゴルフ場の設計を上田治に依頼し、造成工事が着工、同年8月、15ホールが完成し、「米子カントリークラブ皆生コース」が開場された。翌1964年（昭和39年）5月、3ホールを増設し、18ホール、7,040ヤード、パー72のゴルフ場が完成した。
その後、1976年（昭和51年）4月、米子市から、ゴルフ場の用地の買取要求を求め、鳥取地方裁判所米子支部に提訴した。3年が経過した1981年（昭和56年）9月、米子ゴルフクラブは用地を米子市に返還し、米子市はゴルフ場として経営を行うことを条件で和解、ゴルフ場は「公営米子市ゴルフ場」となった。

## 所在地
〒683-0853 鳥取県米子市両三柳3192-2

## コース情報
- 開場日 - 1963年8月25日
- 設計者 - 上田 治
- 面積 - 1,322,000m2（約40.0万坪）
- コースタイプ - シーサイドコース
- コース - 18ホールズ、パー72、6,364ヤード、コースレート70.4
- フェアウェー - コウライ
- ラフ - ノシバ
- グリーン - 1グリーン、ニューベント
- ハザード ^ バンカー54、池が絡むホール9
- ラウンドスタイル - キャディ・セルフ選択可、歩きと乗用カートの併用、１組4人が原則、ツーサム可
- 練習場 - 無し
- 休場日 - 12月31日、1月1日[2]

## ギャラリー
- コース - 「米子ゴルフ場」、コースガイド、2021年4月8日閲覧
- ハウス - 「米子ゴルフ場」、施設案内、2021年4月8日閲覧

## 交通アクセス
- 鉄道 - JR西日本（山陰本線・境線） - 米子駅より タクシー利用約20分
- 道路 - 米子自動車道 - 米子ICより 6km 約15分[3]

## 関連文献
- 『ゴルフ場ガイド 西版』、2006-2007、「米子ゴルフ場」、東京 ゴルフダイジェスト社、2006年5月、2021年4月8日閲覧
- 『美しい日本のゴルフコース BEAUTIFUL GOLF CULTURE IN JAPAN 日本のゴルフ110年記念 ゴルフは日本の新しい伝統文化である』、ゴルフダイジェスト社「美しい日本のゴルフコース」編纂委員会編、「飛行場跡地の手造りコースが鳥取県最初のゴルフ場だった」、東京 ゴルフダイジェスト社、2013年12月、2021年4月8日閲覧